# I'll Be Your Mirror
"I'll Be Your Mirror" é uma canção da banda norte-americana de rock The Velvet Underground. Aparece em seu álbum de estreia de 1967, The Velvet Underground & Nico, como também apareceu no lado B do single de "All Tomorrow's Parties" em 1966. Está entre as três canções do álbum – com "Femme Fatale" e "All Tomorrow's Parties" – a ter os vocais principais feitos pela cantora alemã Nico.
O crítico Mark Deming, do AllMusic, descreveu "I'll Be Your Mirror" como uma "canção de amor discreta".

## História

### Composição
Lou Reed compôs a letra para Nico, que fornece os vocais principais. De acordo com o biógrafo Victor Bockris, a inspiração do título surgiu depois que Nico abordou Reed após um show dizendo: "Oh Lou, I'll be your mirror" ("Ah Lou, eu serei seu espelho"). A faixa era a favorita de Reed e do engenheiro de som Norman Dolph.

### Gravação
"I'll Be Your Mirror" foi a faixa mais difícil para Nico gravar, já que a banda queria que ela fornecesse vocais delicados, porém ela cantava vocais mais altos e agressivos takes após takes. O guitarrista Sterling Morrison descreveu em uma entrevista:
Ela continuava cantando "I'll Be Your Mirror" com uma voz estridente. Insatisfeitos, continuamos fazendo com que ela fizesse isso várias vezes até que ela desabou e começou a chorar. Nesse ponto, dissemos: 'Ah, tente só mais uma vez e foda-se — se não funcionar desta vez, não vamos continuar com essa.' Nico sentou-se e fez certo.
Os membros da banda gostaram tanto de sua performance na música que após ela deixar a banda no final de 1967, os vocais nas apresentações ao vivo eram feitos imitando o sotaque de Nico.
O empresário Andy Warhol sugeriu que o álbum tivesse um arranhão para que a frase "I'll be your mirror" se repetisse infinitamente no toca-discos até que o próprio ouvinte movesse a agulha, mas nada resultou dessa ideia.

## Ficha técnica
The Velvet Underground
- Lou Reed – guitarra
- John Cale – baixo
- Sterling Morrison – guitarra
- Maureen Tucker – percussão

Músicos adicionais
- Nico – vocais

Produção
- Andy Warhol – produtor

## Versões alternativas

### Estúdios Scepter, Abril de 1966
Um mix diferente da música aparece no acetato da sessão dos estúdios Scepter, com vocais mais agressivos de Nico. Ela também canta "To show that you're home" no final do segundo verso, em vez de "So you won't be afraid". Os vocais de apoio que cantam "Reflect what you are" também são quase inaudíveis nesta versão, e a guitarra é mais alta.

### Versão dosingle, Julho de 1966
A versão single da música foi lançada em julho de 1966 como lado B de "All Tomorrow's Parties". Esta versão é idêntica à versão do álbum, exceto que não contém um fade out. Em vez disso, termina com um acorde de guitarra. Esta versão da música tornou-se mais tarde disponível na versão de luxo do The Velvet Underground & Nico.